# 那威
那威（英語：Narwee）是悉尼南部的一個郊區，距離悉尼商業中心區18公里。那威坐落於佐治河議會和坎特伯雷－賓士鎮議會的交匯處。郵政編號爲2209，與鄰近的比華利山共用同一個郵政編號。
那威的主要道路是Broadarrow Road。